# منتخب فنزويلا لسباعيات الرغبي
منتخب فنزويلا لسباعيات الرغبي (بالإسبانية: Selección de rugby 7 de Venezuela)‏ هو ممثل فنزويلا الرسمي في المنافسات الدولية في الرغبي
.